# Tacamane
Tacamane (Tacame, Cacame, Tacone, Tecamene).- Pleme Coahuiltecan Indijanaca koje je u ranom 18. stoljeću obitavalo blizu obale Meksičkog zaljeva između rijeka San Antonio i Nueces, na sadašnjem području koja pripadaju okruzima Bee, Goliad, Refugio i San Patricio. Jedan od njihovih ogranaka bilo je izgleda i pleme poznato kao Arcahomo. Povijest Tacamanesa slična je ostalim plemenima u ranoj povijesti Teksasa, pa su među inima koja odlaze na 3 misije u San Antoniju, to su San Francisco de la Espada zatim u San Antonio de Valero i Nuestra Señora de la Purísima Concepción de Acuña. Godine 1737. 200 njih napušta misiju San Francisco de la Espada. Neki se uskoro na nagovor ponovno vrate, ali i oni se ubrzo opet razilaze po drugim misijama. Većina odlazi na Nuestra Señora de la Purísima Concepción de Acuña, gdje su se još održali do 1793. 
Tacamane ili Tacame ponekad brkaju s plemenom Thecamon, koji prema La Salleu žive nešto sjevernije ili sjevernoistočnije od zaljeva Matagorda. ne postoje dokazi da su ta dva plemena identična.

## Vanjske poveznice
- Tacame Indians